# Schloss Rosenthal
Schloss Rosenthal (polnisch Pałac na Różance) war ein Schloss im Breslauer Vorort Różanka im polnischen Niederschlesien. Heute befindet sich an der Stelle des Baus an der Kreuzung der heutigen Straßen Bałtycka-Obornicka-Broniewskiego eine Straßenbahnhaltestelle.

## Geschichte
Im Jahr 1411 ist der Verkauf des Gutes von den Brüdern Rosenthal an Nikol von Mesenau belegt. Das Gut gelangte weiter an die Zeschaus, die es 1498 an die von Logau verkauften. Im Jahr 1570 übernahm Heinrich Schindel von Sadewitz das Gut, 1600 Hans Friedrich von der Heide, 1610 Thomas von Sebottendorf. Im Jahr 1658 erscheinen die Pückler, Freiherren von Griditz, als Besitzer, die um 1630 an die von Kalckreuth verkauften. Ab 1770 war Rosenthal zusammen mit Groß- und Klein-Mörschelwitz im Besitz der Gräfin von Zedlitz-Leipe. Ihr Sohn Gottlob Sigismund ließ 1801–1811 das Schloss erbauen. Durch Heirat gelangte der Besitz 1817 an Carl von Mutius.

## Bauwerk
Der Bau war eines der besten Beispiele für die Architektur des Klassizismus in Schlesien. Am Bau waren drei verschiedene Architekten beteiligt. Nach Plan des Architekten Winkler wurde der Hauptbau durch zwei kurze langgestreckte Verbindungstrakte ergänzt, so dass das Schloss ein langgestreckter Bau entlang einer Linie von Nordost nach Südwest wurde. Der Hauptbau war zweigeschossig mit einer breiten Freitreppe, die zum Portal führte. Neben dem Portal prangten zwei riesige Greifen, die der Fassade im Obergeschoss aufstuckiert wurden. Die neunachsige Gartenfront, über einem sanften Hang zum Striegauer Wasser trug stuckierte Reliefs aus der römischen Mythologie.